# باساتيلي
باساتيلي  (بالإيطالية: Passatelli)‏ هي نوع من المعكرونة تتكون من فتات الخبز والبيض و جبن بارميجانو المبشور وفي بعض المناطق يُزاد الليمون وجوزة الطيب. غالباً ماتطبخ مضافة في مرق الدجاج. وهي طبق تقليدي في مقاطعة بيزارو وأوربينو (شمال ماركي) ومناطق أخرى من شمال إيطاليا ، مثل إميليا رومانيا وأومبريا.